# グロズヌイの戦い (1999年-2000年)
1999年から2000年にかけてのグロズヌイの戦いは、1999年後半から2000年初頭にかけて行われたロシア軍によるチェチェン（チェチェン・イチケリア共和国）の首都ジョハル（グロズヌイ。以下グロズヌイで表記）への包囲攻撃。この戦いでグロズヌイは国連が地球上で最も破壊された都市と呼ぶほど破壊された。包囲中に5,000人から8,000人の民間人が殺害され、第二次チェチェン戦争で最も血なまぐさい戦いとなった。

## 前哨戦
1999年10月15日、ロシア軍はチェチェン独立派部隊に対して砲撃を仕掛けた後、グロズヌイ市内を砲兵の射程範囲内に収めることのできる戦略的に重要な尾根を占領した。
12月4日、北コーカサスのロシア軍の司令官であるヴィクトル・カザンツェフ将軍は、グロズヌイがロシア軍によって完全に封鎖されたと主張した。
陸軍参謀総長のアナトーリー・クヴァシュニン将軍は、独立派が自分たちの首都を放棄するだろうと予測し民間人に避難するよう促した。
ロシア軍の地上部隊はロシア空軍の支援を受けており、またその戦力は、約3,000人から6,000人の戦闘員を擁するチェチェンの非正規部隊の兵力を大幅に上回っていた。

## 戦術

### ロシア軍
1999年にロシア軍が採った戦術は、戦車と装甲兵員輸送車を後方に留め、塹壕に入ったチェチェン兵を集中的な重砲弾幕と空爆にさらしてから、比較的少数の歩兵部隊に掃討させた。
ロシア軍は、 BM-21グラード、BM-27ウラガン、 BM-30スメルチ、弾道ミサイル（ スカッド 、 OTR-21 トーチカ）、クラスター爆弾 、燃料空気爆薬などのロケット砲に大きく依存していた。
これらの兵器は、肉体的にも精神的にもチェチェン兵を消耗させた。
またロシア軍の砲兵は無差別に砲撃したため、チェチェン側では戦闘員と非戦闘員を問わず大きな脅威となった。
11月、クレムリンは、独立派の政権に取って代わるものとしてグロズヌイの前市長であるベスラン・ガンタミロフをチェチェン州議会の議長に任命した。
ガンタミロフは、1995年と1996年にチェチェンの再建に割り当てられた連邦資金を横領したことによって6年の懲役を受けていたが、エリツィン大統領から恩赦を受け、親露派のチェチェン民兵部隊を率いることになった。
しかし、ウラジーミル・ルシャイロ内務大臣は民兵に重火器を供給することを拒否し、彼らの戦闘兵器を「時代遅れのAK-47 」に限定し、またガンタミロフが分離派の支持者を志願者として受け入れたと非難した。
民兵は頻繁に連邦軍の先頭に立ったため、戦闘で700人以上の兵士を失い、多くの死傷者を出した。

### チェチェン独立派
ロシア軍は地の利に精通しているチェチェン独立派の戦闘員からの激しい抵抗に遭った。
チェチェンの防御部隊は、相互接続された火点と機動戦を使用して、選択した状況で敵と戦う機会を得るために、ロシアの激しい砲撃に耐えることを選択した。
1994年の臨時の防衛体勢とはまったく対照的に、分離主義者はロシア軍の攻撃に十分に備えていた。
グロズヌイは、野戦指揮官のアスランベク・イスマイロフの指揮の下、要塞都市に変貌した。
チェチェン人は何百もの塹壕と対戦車用溝を掘り、アパートの建物の後ろにバンカーを建て、街中に地雷を敷き、高層ビルに狙撃兵の拠点を置き、逃げ道を用意した。
場合によっては、建物全体がブービートラップ化された。
1階の窓とドアは通常、板張りにされたり、地雷が敷かれたりしていたため、ロシア兵が簡単に建物へ足を踏み入れることは不可能だった。
彼らの高い機動性に依存して（彼らは通常、装備不足によりボディアーマーを使用しなかった）、チェチェン人は家と狙撃兵の位置の間を移動するために塹壕を使用し、建物の上部や窓に焦点を合わせたロシア兵を引き付けた。
15人以下の戦闘員のよく組織された小グループは、都市の下水道ネットワークを使用してグロズヌイを自由に動き回り、ロシアの警戒線の後方に忍び寄り、後ろから無防備な兵士を攻撃した

## 包囲

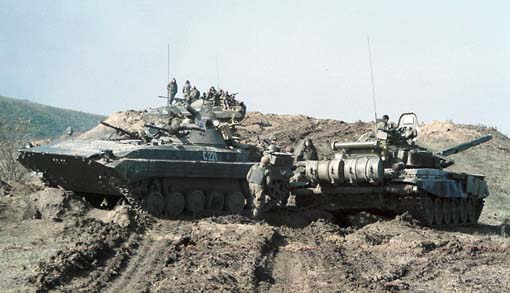
グロズヌイに向かうロシア軍（1999年11月18日）

ロシア軍の部隊はゆっくりと前進し、1999年11月下旬にグロズヌイを包囲した。ロシア軍が市内の各所に足場を築くことができるようになるまでにはさらに2週間以上の砲撃と爆撃が必要だった。
ロシア軍は、市内を見下ろすことのできる戦略的に重要な丘に焦点を当てた戦闘で、独立派の戦闘員からの厳しい抵抗に遭遇した。双方は、化学攻撃を開始したとして互いを非難した。化学物質による攻撃の主張は、TOS-1の燃料気化弾頭の残骸からのガスか、破壊された工場から流出した化学物質が原因の可能性がある。
ガス攻撃の噂とチェチェン人の間の分裂（イスラム過激派は戦争を引き起こしたと非難された）は、少なからずのチェチェン戦闘員がグロズヌイ市内からの逃走する原因となった。12月初旬、ロシアはグロズヌイ近郊の分離主義勢力の拠点であるウルス・マルタンの町を、数週間にわたって激しい空爆と砲撃で攻撃した後、占領した。
戦争の初期にミサイル攻撃を受けた後、市内の民間人の大部分は逃げ出し、通りはほとんど無人のままになった。 40,000人もの民間人、多くの場合、高齢者、貧しい人々、体の弱い人々が、爆撃、寒さ、飢餓に苦しみ、包囲下で地下室に閉じ込められたままだった。幾人かは逃げようとしている際に殺された。
12月3日、包囲された地域を離れようとした難民の車列が砲撃され、約40人が死亡した。
1999年10月にGoryachevodsk村とPetropavlovskaya村の間で逃げようとして殺された約250から300人の住民が集団墓地に埋葬された 。
グロズヌイを包囲しているロシア軍は、反政府勢力が都市を守ることが不可能な程度まで都市を平坦化することを意図して、激しい空爆と砲撃で都市を攻撃することを計画した。 12月5日、ロシア空軍はグロズヌイへの爆撃をリーフレット投下に切り替えた。ロシア軍は期限を設定し、グロズヌイの住民に1999年12月11日までに「可能な限りの手段で」去るように促し、「都市にとどまる人々はテロリストと盗賊と見なされ、大砲と航空によって破壊されるだろう。これ以上の交渉はない。街を離れない者は皆滅びる」と述べた。
ロシア軍の司令官はグロズヌイからの脱出を希望する人々のために「安全な回廊」を用意したが、現地からの報告によると、12月11日に開戦したときはほとんどの人がそれを使用していなかった。包囲下の街から逃げ出した難民は、爆撃、砲撃、残虐行為の話をしていた。。ロシアはグロズヌイに残っている人々の数を15,000人としているが、ジュネーブのチェチェン亡命者のグループは、民間人の人口を50,000人と推定している報告を確認した。
ロシアは、米国と欧州連合からの国際的な抗議に直面して、最終的に最後通牒を撤回した。英国の外務大臣ロビン・クックは、ロシアの動きを「心から非難」し、「私たちは、ミロシェビッチがコソボで行ったことを激しく非難し、ロシアがチェチェンで行っていることを激しく非難する」と述べた。
街への砲撃は続き、ロシアの緊急事態省によると、グロズヌイに残っている民間人は8,000人から35,000人と推定されていた。

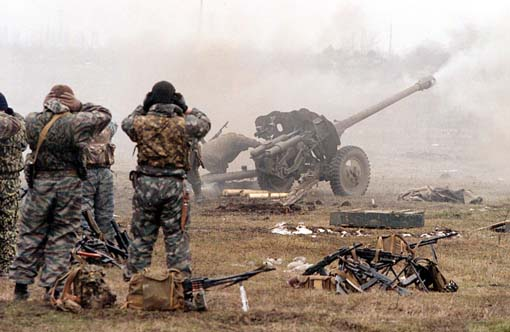
アチホイ・マルタンのロシア軍砲兵（1999年12月2日）

初期の戦闘はグロズヌイの東部郊外に集中し、偵察隊が反乱軍の位置を特定するために市内に入った。ロシア軍の戦術は、チェチェン独立派が発砲してから、チェチェンの陣地を砲撃とロケット弾で砲撃することであるように見えた。 
12月13日までに、ロシア軍はグロズヌイの空港の支配権を取り戻した。この空港はハンカラの郊外に位置し、第一次チェチェン戦争の際のロシア側の主要な軍事拠点であり、第二次チェチェン戦争におけるロシアによる最初の攻撃時に空爆された標的の1つだった。
翌日、ロイターとAP通信がロシア軍装甲縦隊がミヌトカ広場で待ち伏せ攻撃された際に100人以上のロシア兵が殺害されたと報告した。この報告はロシア政府によって激しく否定された 。
1月2日、チェチェンの戦闘員は、前日にDuba-Yurtの村に入っていたロシアの装甲縦隊を攻撃して破壊した。翌日、Valentin Astaviyevは国営テレビで、ロシア軍は過去24時間に3人の死者しか出なかったと述べた。それでも、グロズヌイの内務省部隊の司令官は、過去48時間に50人の男性が殺されたとフランス通信社に語った。 1月4日、グロズヌイのチェチェン戦闘員は一連の反撃を開始し、少なくとも2か所でロシアの路線を突破し、一時的にアルカンカラの村を占領した。以前は圧倒的だった戦争に対するロシアの国民の支持は、死傷者が増えるにつれて衰退したように見え、厳しく統制されているはずのロシアのメディアでさえ死傷者数を過小評価しているとして政府への批判を高めた。
多連装ロケット砲と大量の戦車と砲撃を使用したロシアの砲撃はようやく効果を見せ、ロシア軍は総攻撃に備えてグロズヌイの大部分を平らにした。
1月10日、チェチェン軍はグロズヌイの残留部隊を支援するための作戦を開始し、シャリ、アルグン、グデルメスの町を一時的に奪還し、首都への新しい補給回廊を開設した。
チェチェンの戦闘員はまた、ダルカ村近くのアルグン-グデルメス道路で補給部隊の縦隊を待ち伏せし、9月に戦争が始まって以来では1日あたりの公式死者数の中では最も多い約26人の軍人を殺害した。
北コーカサス管区の司令官カザンツェフは、反政府勢力が反撃することを許可した「心の優しい」当局者による過ちによる大きな損失を非難し、これからは10歳未満の少年と60歳以上の老人と少女と女性だけが難民と見なされると述べた。
1月15日、ロシア軍は、グロズヌイから逃げようとした58人のチェチェン人が殺害されたと述べた。
1月中旬までに、数万人のロシア兵がグロズヌイ中心部を3方向から前進し始めた。
この戦いの間に、市内中心部に隣接するいくつかの主要な建物の支配権が入れ替わった。多くの事件で、反乱軍の戦闘員の小部隊が突出したロシア軍部隊を主力部隊から切り離した。
1月19日、ロシア軍の大きな挫折として、ロシアの司令官の1人であるミハイル・マロフェエフがチェチェンの狙撃兵によって殺害された。。ロシア軍は5日後まで遺体を回収することができなかった。 2日後、グロズヌイ北西部であるロシア軍部隊が下水トンネルを通り抜けてきた反政府勢力から後方から攻撃され、20人の兵士を失った。
1月26日、ロシア政府は、10月の戦争開始以来、チェチェンで1,173人の軍人が殺害されたことを認めた。 この数字は、19日前の1月6日に報告された544人の死者の2倍以上であり 、1月4日に報告された死者はわずか300人であり、 グロズヌイやその他の場所で多くの損失があったことを示している（後にロシア側は市内で368人の軍人が殺害されたと主張した）。

## 余波
効果的なロシアの封鎖により、弾薬の不足、そして損失の増大によって供給ルートが妨害されたため、チェチェンの指導部はこれ以上の籠城戦は無駄であると判断した。
グロズヌイ中心部の掩蔽壕での会議で、反乱軍の司令官は、ロシア軍の3つの包囲網を突破して山に入る必死の賭けを決定した。チェチェンのアスラン・マスハドフ大統領は、チェチェン南部のどこかにある秘密の本部に以前に避難していた。野戦指揮官のルスラン・ゲラエフの指揮下にいる約1,000〜1,500人の戦闘員が命令なしに撤退し、他の反政府勢力を無防備な状況のままにした。
チェチェン独立派の主要部隊は、手付け金として給料を受け取った後、冬の嵐の最中の1月末から2月頭に脱出し始めた。彼らが先に送った偵察隊は戻ることができなかったが、指揮官はとにかく去ることを決心した。
約4,000人の反乱軍の戦闘員と一部の民間人 が南西方向に移動し、大砲による砲撃に遭遇した。約2,000人の戦闘員、数百人の非戦闘員、50人のロシア人捕虜の列が、グロズヌイ市とアルカンカラ村の間の地雷原に入った。彼らがスンジャ川に架かる橋を渡っていたとき、ロシア軍は彼らを待ち伏せし、砲撃した。チェチェン人は地雷原に気づかず、また工兵が不足していた状態で地雷原を突き進んだ。
チェチェンの最高司令官であるクンカル・パシャ・イスラピロフ、市長のレチャ・ドゥダエフ、グロズヌイ防衛の司令官であるアスランベク・イスマイロフを含む、多数の反乱軍の戦闘員が砲撃と地雷原によって死亡した。反政府勢力は、アルカンカラの地雷原で約400人の戦闘員を失い 、170人が死亡したと述べた。アブドゥル・マリク・メジドフとシャミル・バサエフを含む約200人の負傷者が負傷した（後者は部下を率いている最中に地雷を踏んだ）。 逃亡中に少なくとも600人の死傷者が出た。
ロシアの将軍は当初、チェチェン人が封鎖された都市から脱出したことを認めることを拒否し、都市内で激しい戦闘が続いたと述べた。ウラジミール・プーチン大統領の補佐官とチェチェン・セルゲイ・ヤストレンブスキーに関するロシア政府のスポークスマンは、反政府勢力がグロズヌイを放棄した場合、「我々はあなたに知らせたであろう」と述べた。 
ヴィクトル・カザンツェフは、500人もの反政府勢力が逃走中に殺害されたと主張した。
村の郊外での戦闘の後、Alkhan-Kala自体が、クラスター爆弾の弾頭を備えたOTR-21 トーチカ戦術ミサイルに襲われ、多くの民間人を殺害または負傷させた。
反政府勢力は前進したが、 Khadzhi-Murat Yandiyevを含む多くの負傷した戦闘員が地元の病院に残され、ロシア人に捕らえられた。 2月4日、ロシア軍は、チェチェン軍がそれ以上後退するのを阻止するためとしてとしてカティル・ユルトの村を爆撃した。最大2万人の難民が、2日間続いた激しい砲撃から必死に逃げ出し、戦闘の停滞中に集落を離れようとしていた民間の車列への爆撃などによって数百人の民間人が殺害された。 反乱軍の評議会がアルカン・ユルトの村で開催され、そこでチェチェン軍はロシア軍に対するゲリラ作戦を継続するために南の山々にあるアクセスできないヴェジェノとアルグンの峡谷に撤退することが決定された。その後、反乱軍は山岳地帯に撤退した。

## その後
独立派のグロズヌイからの撤退の翌日の2月3日、ロシア軍は掃討を開始した。
その際多くの重大な戦争犯罪が民間人に対して行われた 。
最も有名なのは、2月5日に都市近郊においてOMON （特別警察部隊）によって少なくとも50人の民間人が殺されたNovyeAldi虐殺であった。
数百人の反乱軍の戦闘員が廃墟に潜伏し、時折の狙撃でロシア軍に嫌がらせをした。狙撃兵、地雷、不発弾の危険性のため、ロシア軍がロシアの国旗を市の中心部に掲げることができたのは2月6日だった。プーチン大統領はグロズヌイが解放されたと発表し、軍事作戦は終了したと述べた。ミヌトカ広場周辺のすべての高層ビルを含む、多くの損傷または地雷が敷設された建物が爆破された。
2月21日、ロシア軍は祖国防衛の日（旧ソビエト軍の日）を記念し、チェチェン反政府勢力の最終的な敗北を象徴する軍事パレードを開催した。ロシア国防相イーゴリ・セルゲーエフは式典の中で、「ロシアを破壊しようとしていた盗賊団とテロリスト組織を破壊する」作戦の「最終段階」が完了したと述べた。 
国際援助の最初の護送船団と共に都市に入った国連の職員は、「遺体が散らばっている荒廃した、まだ不安定な荒れ地」を見た。グロズヌイにはまだ約21,000人の民間人がいた。 市民の損失は数えられなかった。死体のほとんどは2000年と2001年に片付けられたが、戦時中にに掘削された1つの集団墓地が、グロズヌイの旧キロフ公園地域で2006年に発見された 。
3月、ロシア軍は難民の都市への帰還を許可し始めた。

### 掃討戦
約500人（ロシアの推定）から1,000人（分離主義者の主張） の反乱軍の戦闘員は市内に残り、後には民間人と一緒に戻ってきた。または、翌日パトロールや車両を攻撃するために通りにIEDを埋めた。 2000年6月、ロシアの警察と特殊部隊はグロズヌイの反乱軍に対する対反乱作戦を開始したが、ゲリラが部分的に帰還した民間人の間に隠れたため、市内での爆撃と衝突が続いた。ビスラン・ガンタミロフ市長によると、ゲリラはチェチェンの警察官に助けられており、ロシア軍はグロズヌイで1日に最大15人のチェチェン人を不法に殺害していたという。
ロシアの軍事アナリスト、パベル・フェルゲンハウアーは「いつでも強盗に強姦、射殺される可能性があります。たとえロシアに忠誠を誓っていても」と述べた。
いくつかの事件では、ロシア側のヘリコプターがグロズヌイ上空でミサイルによって撃墜され、多くの高官が殺害された。
2002年のハンカラでのMi-26墜落事故では、史上最悪のヘリコプター事故となり120人以上の兵士が死亡した。
地方自治体の建物に対する一連の爆弾攻撃（自爆テロを含む）も行われた。
2002年のグロズヌイでの自爆トラック攻撃は、親露派のチェチェン政府の庁舎を破壊し、少なくとも83人を殺害した。軍事施設や警察署も攻撃され、日中の狙撃やその他の事件が多数発生した。これらはすべて、単独または小グループで街頭に出入りするロシア兵を殺害または捕獲することを目的としている。
年月が経つにつれ、戦闘行為はより散発的になり、チェチェンでの紛争は一般的にそれほど激しくならなくなった。
最終的に首都での戦闘はまれな出来事になった。2006年から市内で大規模な修復作業が行われ、多くの場合、遺体や集団墓地が発見された。